# Armando Silvestre
Armando Silvestre (ur. 28 stycznia 1926 w San Diego, zm. 3 czerwca 2024) – meksykański aktor filmowy i telewizyjny. Od 1948 roku wystąpił w około 200 produkcjach meksykańskich i amerykańskich.

## Wybrana filmografia
- Hiawatha (1952) jako Kwasind
- Rossana (1953) jako José Luis

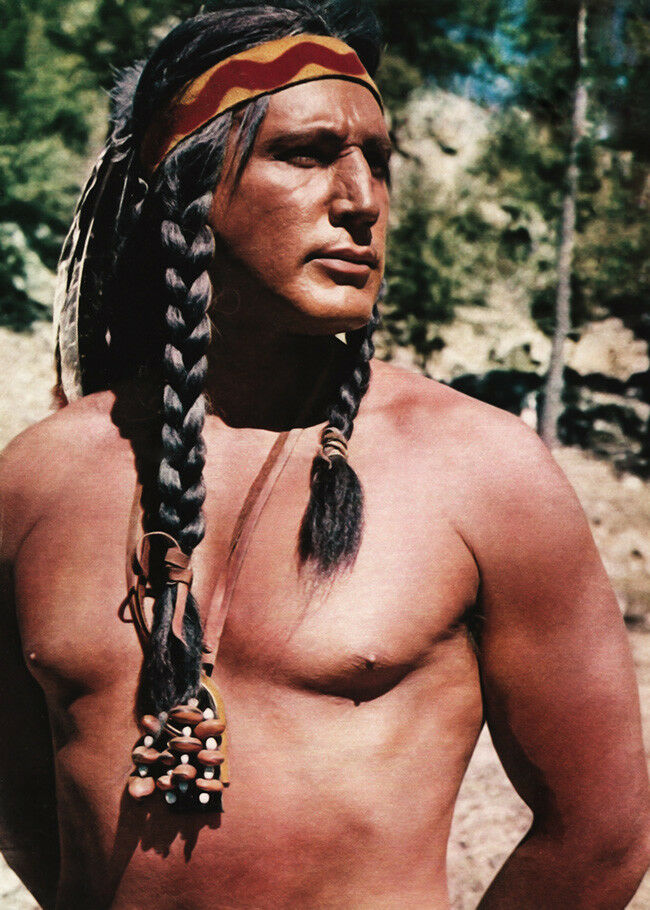
Armando Silvestre w roli indiańskiego wodza w westernie Łowcy skalpów (1968)

- Biała orchidea (1954) jako Juan Cervantes
- Santo kontra zombie (1961) jako porucznik Sanmartin / porucznik Savage
- Geronimo (1962) jako Natchez
- Królowie słońca (1963) jako Isatai
- Łowcy skalpów (1968) jako Dwa Kruki, wódz Kiowów
- Noc krwiożerczych małp (1969) jako porucznik Arturo Martinez
- Dwa muły dla siostry Sary (1970) jako Amerykanin
- Barquero (1970) jako Sawyer
- Na skrzydłach orłów (1986) jako Randy
- Niewinna intryga (2014; serial TV) jako Leonidas Altamira